# Aranno
Aranno (lmo. Arann) – miejscowość i gmina w południowej Szwajcarii, w kantonie Ticino, w okręgu (distretto) Lugano, w powiecie (circolo) Breno. 

## Demografia
W Aranno mieszka 356 osób. W 2021 roku 12,4% populacji gminy stanowiły osoby urodzone poza Szwajcarią. 